# Johann Jakob Wolff von Todenwarth

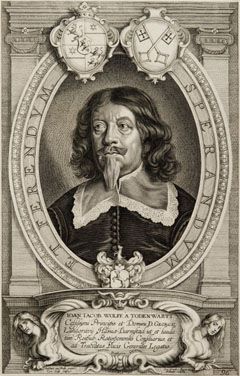
Johann Jakob Wolff von Todenwarth

Johann Jakob Wolff von Todenwarth (ur. 1585 w Spirze, zm. 1657 w Ratyzbonie) – był heskim i cesarskim dyplomatą okresu wojny trzydziestoletniej.
W 1612 roku został syndykiem w Ratyzbonie, a w 1616 roku dyplomatą na usługach Hesji-Darmstadt, które to państwo reprezentował na rokowaniach pokojowych w Pradze w 1635 roku. Wcześniej, latem 1633 roku pojmali go w Moguncji  Szwedzi, a po zwolnieniu przez nich, cesarz Ferdynand II Habsburg dał mu na osłodę po przeżytych nieszczęściach 20 000 talarów. Reprezentował Hesję-Darmstadt i wolne miasto cesarskie Ratyzbonę na pokojowych rokowaniach w Münster i Osnabrück (1645–1649). W 1653/1654 roku reprezentował Ratyzbonę na sejmie Rzeszy w Norymberdze. 